# Пиренейско планинско куче

## Пиренейското планинско куче
Първите Пиренейски кучета(на френски: Chien de montagne des Pyrénées), отглеждани като домашни любимци, имали доста самоуверена и войнствена личност. През последните 30 години селекционерите успешно са смекчили тази особеност, запазвайки други привлекателни качества като търпеливост, благородство и храброст. Това елегантно куче, чието първоначално предназначение е било да охранява стадата овце в Пиренеите, и понастоящем показва отбранително поведение, ако територията му бъде застрашена. Големите му размери го правят неподходящо за градски условия.

## История
Едно от най-големите бели стражеви кучета, разпространени в Европа, тази величествена порода вероятно има връзка с маремано-абруцкото пастирско куче, унгарският кувас, словашкия чувач и турският карабаш. В древни времена това куче е населявало основно Андора, преди да бъде „открито“ в началото на ХХ век.

## Глава
Средно голяма, със силно заоблено теме; черни нос и устни.

## Очи
Кехлибарени на цвят и косо поставени.

## Уши
Малки, висящи покрай главата.

## Тяло
Добре балансирано, с широк и прав гръб и закръглен гръден кош.

## Козина
С изобилен бял надкосъм и вълнист подкосъм. Има гъсто окосмяване на предните крайници.

## Опашка
Добре окосмена, носи се ниско или над гърба.